# 野口義造
野口 義造（のぐち ぎぞう、1889年（明治22年）5月6日 - 1974年（昭和49年）7月30日）は、政治家。第15代八王子市長。

## 略歴
1889年（明治22年）5月6日、茨城県河内郡茎崎村（稲敷郡茎崎村、茎崎町を経て、現在はつくば市）で四男として生まれる。順天中学校を卒業後、日本医学校（現在の日本医科大学）に進学するも、1909年（明治42年）に中退した。7年間の空白の後、1916年（大正5年）東京日日新聞社（現在の毎日新聞社）に入社し、販売部に配属される。
八王子販売所所長就任後、新聞販売店を経営している。1937年（昭和12年）、八王子市議会議員に当選した。翌年副議長に就任した。警防団副団長、大政翼賛会八王子支部理事、八王子翼賛壮年団顧問にも就任している。1942年（昭和17年）、2期目に就任した。名誉職参事会員となる。1945年（昭和20年）11月22日、小林吉之助により助役に就任し区画整理事業などを進めるも、1946年（昭和21年）大政翼賛会の幹部を務めていたことから公職追放となり助役を退任した。自治功労者として表彰される。退任後全国新聞販売協会の事務局長・相談役を経て、1955年（昭和30年）4月市長選に立候補するも現職の小林吉之助に約5000票差で落選する。1957年（昭和32年）に市役所の不祥事から小林が市長を辞職した。同年2月24日に市長選挙が行われ、自民党の公認を受けた野口が当選した。毎日新聞社社友の後輩である植竹圓次を助役に就けている。市役所の部署再編、浅川町、北八王子工業団地造成、1964年東京オリンピック自転車競技の誘致を行った。1961年（昭和36年）2月に退任した後は人権擁護委員などを務めた。1974年（昭和49年）7月30日、死去した。